# Padew Narodowa
Pour la commune, voir Padew Narodowa (gmina).
Padew Narodowa est une localité polonaise, siège de la gmina de Padew Narodowa, située dans le powiat de Mielec en voïvodie des Basses-Carpates.